# Virgilio Panzuti
Virgilio Panzuti (Pietra Ligure, 18 novembre 1919 – 1994) è stato un compositore e produttore discografico italiano.
In alcuni casi ha usato gli pseudonimi Ariete, Mac Gillar e Mc Gillar.

## Biografia
Dopo essersi diplomato al Conservatorio Giuseppe Verdi di Milano, iniziò a lavorare nella musica leggera scrivendo canzoni con il fratello Danpa.
Partecipò al Festival di Sanremo 1951 con Famme durmi', interpretata da Achille Togliani e dal Duo Fasano; ritornò al
festival l'anno successivo con Una donna prega, presentata da Nilla Pizzi, e nel 1953 con Sussurrando buonanotte, presentata da Nilla Pizzi con il Doppio Quintetto Vocale e da Teddy Reno con il Quartetto Stars; con la quarta partecipazione, al Festival di Sanremo 1956, ottenne la vittoria con Aprite le finestre, interpretata da Franca Raimondi, con cui partecipò anche all'Eurofestival 1956.
Ritornò nuovamente al Festival dopo un periodo di pausa nel 1962 con Il nostro amore, interpretato da Gesy Sebena e Giacomo Rondinella.
In seguito fondò la casa discografica Play Records.
Con il fratello fondò le Edizioni musicali Cielo. Virgilio suonò la fisarmonica in In mezzo al mare, Quell'uccellino che è chiuso in gabbia, Va la rosina bella, La barchetta in mezzo al mare, Io son contadinella, La villanella, il vibrafono in La bella lavanderina, Martino e Marianna, Lunga lunghessa, La mia nonna è vecchierella, Povero mio galletto, Gianni il barbagianni, La primula, il carillon in Stella stellina, Fa' la nanna tesoretto, Dormi bambino.

## Canzoni scritte da Virgilio Panzuti
| Anno | Titolo                        | Autori del testo                            | Autori della musica             | Interpreti                      |
| ---- | ----------------------------- | ------------------------------------------- | ------------------------------- | ------------------------------- |
| 1946 | Buona notte angelo mio        | Danpa e Bruno Pallesi                       | Mac Gillar                      | Alberto Rabagliati              |
| 1946 | La scuola del ritmo           | Danpa                                       | Virgilio Panzuti                | Alberto Rabagliati              |
| 1951 | Famme durmi'                  | Danpa                                       | Virgilio Panzuti                | Achille Togliani e Duo Fasano   |
| 1952 | Una donna prega               | Pinchi                                      | Virgilio Panzuti                | Nilla Pizzi                     |
| 1953 | Sussurrando buonanotte        | Danpa e Bruno Pallesi                       | Virgilio Panzuti                | Nilla Pizzi, Teddy Reno         |
| 1956 | Aprite le finestre            | Pinchi                                      | Virgilio Panzuti                | Franca Raimondi                 |
| 1957 | Concerto d'autunno            | Camillo Bargoni                             | Virgilio Panzuti                | Carla Boni                      |
| 1958 | Condannami                    | Gian Carlo Testoni, Gaspare Gabriele Abbate | Virgilio Panzuti                | Tony Dallara                    |
| 1959 | Romanina del bajon            | Bixio Cherubini                             | Virgilio Panzuti                | Tony Dallara                    |
| 1960 | Splende il sole               | Danpa e Pinchi                              | Virgilio Panzuti                | Fausto Cigliano, Irene D'Areni  |
| 1962 | Il nostro amore               | Pinchi                                      | Virgilio Panzuti                | Gesy Sebena, Giacomo Rondinella |
| 1963 | Mandolinate a sera            | Tito Manlio                                 | Virgilio Panzuti                | Claudio Villa                   |
| 1968 | Canta canarito                | Danpa                                       | Virgilio Panzuti                | Loredana Taccani                |
| 1969 | Un amore di periferia         | Danpa                                       | Virgilio Panzuti                | Loredana Taccani                |
| 1971 | Dimmi ancora "Ti voglio bene" | Danpa e Phersu                              | Virgilio Panzuti e Sergio Censi | Nando Gazzolo                   |